# Stark-Effekt
Der Stark-Effekt ist in der Atomphysik die Verschiebung und Aufspaltung von atomaren bzw. molekularen Spektrallinien im statischen elektrischen Feld. Er ist das Analogon zum Zeeman-Effekt, bei dem sich Spektrallinien in Anwesenheit eines magnetischen Feldes aufspalten. Der Stark-Effekt ist nach seinem Entdecker Johannes Stark benannt, der ihn 1913 an der RWTH Aachen erstmals nachwies und dafür 1919 mit dem Nobelpreis für Physik geehrt wurde.
Unabhängig von Stark wurde der Effekt ebenfalls 1913 von dem italienischen Physiker Antonio Lo Surdo (1880–1949) entdeckt. Frühere, nicht erfolgreiche Versuche, den Effekt nachzuweisen, waren von Woldemar Voigt schon 1899 unternommen worden. Besonders erfolgreich waren Experimente mit hohen Feldstärken von Heinrich Rausch von Traubenberg.

## Mechanismen

Aufspaltung der Spektrallinien bei einem Wasserstoffatom als Funktion der elektrischen Feldstärke.

In der quantenmechanischen Betrachtung führt das elektrische Feld {\displaystyle {\vec {E}}} zu einem weiteren Term im Hamilton-Operator (siehe Feinstruktur). Ist das Feld ausreichend schwach, so hat dieser Term die Form
{\displaystyle {\hat {H}}_{1}={\vec {p}}\cdot {\vec {E}}.}
Hierbei ist {\displaystyle {\vec {p}}} das elektrische Dipolmoment und {\displaystyle {\vec {E}}} die elektrische Feldstärke. Man kann mit Hilfe der Störungstheorie die neuen Energieeigenwerte und -zustände bestimmen. Dabei können sich folgende Energieverschiebungen ergeben:

### Linearer Stark-Effekt
Der lineare Stark-Effekt spaltet k-fach entartete Energieniveaus im elektrischen Feld auf, wobei
{\displaystyle k=n_{1}+n_{2}}
mit parabolischen Quantenzahlen {\displaystyle n_{1}} und {\displaystyle n_{2}}.
Falls {\displaystyle k\neq 0}, besitzt das Atom ein permanentes Dipolmoment {\displaystyle {\vec {p}}}, und die Energie {\displaystyle U_{dip}} des Dipols ist proportional zur angelegten Feldstärke:
{\displaystyle U_{dip}=-{\vec {p}}\cdot {\vec {E}}.}
In der Literatur ist als Bedingung für die Starkverschiebung häufig die Entartung des Drehimpulses {\displaystyle l} im Nullfeld angegeben. Da diese immer gemeinsam mit der {\displaystyle k}-Entartung auftritt, ist dies richtig. Dennoch hat die {\displaystyle l}-Entartung nicht direkt etwas mit der Starkverschiebung zu tun.

### Quadratischer Stark-Effekt
Der quadratische Stark-Effekt führt zu einer Verschiebung der Energieniveaus proportional zum Quadrat der Feldstärke. Er tritt bei allen Atomen auf und lässt sich klassisch anschaulich erklären: das elektrische Feld induziert im Atom ein elektrisches Dipolmoment
{\displaystyle {\vec {p}}({\vec {E}})=\alpha {\vec {E}}}
mit der elektrischen Polarisierbarkeit {\displaystyle \alpha }.
Dadurch addiert sich zur Energie des freien Atoms noch folgende Energie:
{\displaystyle U_{el}=-\int _{0}^{|{\vec {E}}|}{\vec {p}}({\vec {E}})\cdot \mathrm {d} {\vec {E}}=-{\frac {1}{2}}\alpha {\vec {E}}^{2}.}

### Dynamischer Stark-Effekt
Der dynamische Stark-Effekt, auch optischer Stark-Effekt oder AC-Stark-Effekt (nach engl. AC für alternating current, de. Wechselstrom) genannt, bezeichnet die Energieverschiebung aufgrund elektrischer Wechselfelder wie z. B. Licht (daher auch die Bezeichnung Lichtverschiebung, engl. Light Shift). Bei hohen Lichtintensitäten ist die Anwendung der Störungstheorie jedoch nicht mehr zulässig und das Problem wird gängigerweise mittels des Jaynes-Cummings-Modells behandelt. In Festkörpern, insbesondere in Halbleitern, führen Vielteilchenwechselwirkungen zu einigen Eigenschaften des Effektes, die auch mit diesem Modell nicht mehr beschrieben werden können. Stattdessen können hier die Halbleiter-Bloch-Gleichungen verwendet werden.

### QCSE
Der quantum confined stark effect (QCSE, etwa „beschränkter/eingeengter Starkeffekt“) wird in der Halbleiterphysik verwendet. Er beschreibt den bei Heterostrukturen (z. B. Laserdioden) vorkommenden Stark-Effekt aufgrund von lokalen elektrischen Feldern, die u. a. durch Polarisationsladungen erzeugt werden können. Diese Ladungen können z. B. durch den Piezoeffekt aufgrund von internen Verspannungen bei der Kombination verschiedener Halbleitermaterialien erzeugt werden. Sie bilden interne elektrische Felder, durch welche die optischen Eigenschaften des Materials verändert werden. Dazu gehört neben einer Rotverschiebung der Emissionswellenlänge eine Verringerung der Effizienz strahlender Übergänge aufgrund des kleineren Überlappintegrals durch örtliche Trennung der Elektronen- und Loch-Wellenfunktionen.

## Anwendungen
Nach der Entdeckung gelang die genaue Aufklärung der Struktur von Atomen mit Hilfe des Stark-Effekts. Heutzutage findet der Effekt Anwendung in der kryogenen Einzelmolekülspektroskopie und in der Laserkühlung. Letzteres aufgrund der aus der AC-Stark-Verschiebung resultierenden Dipolkräfte.